# Marko Car

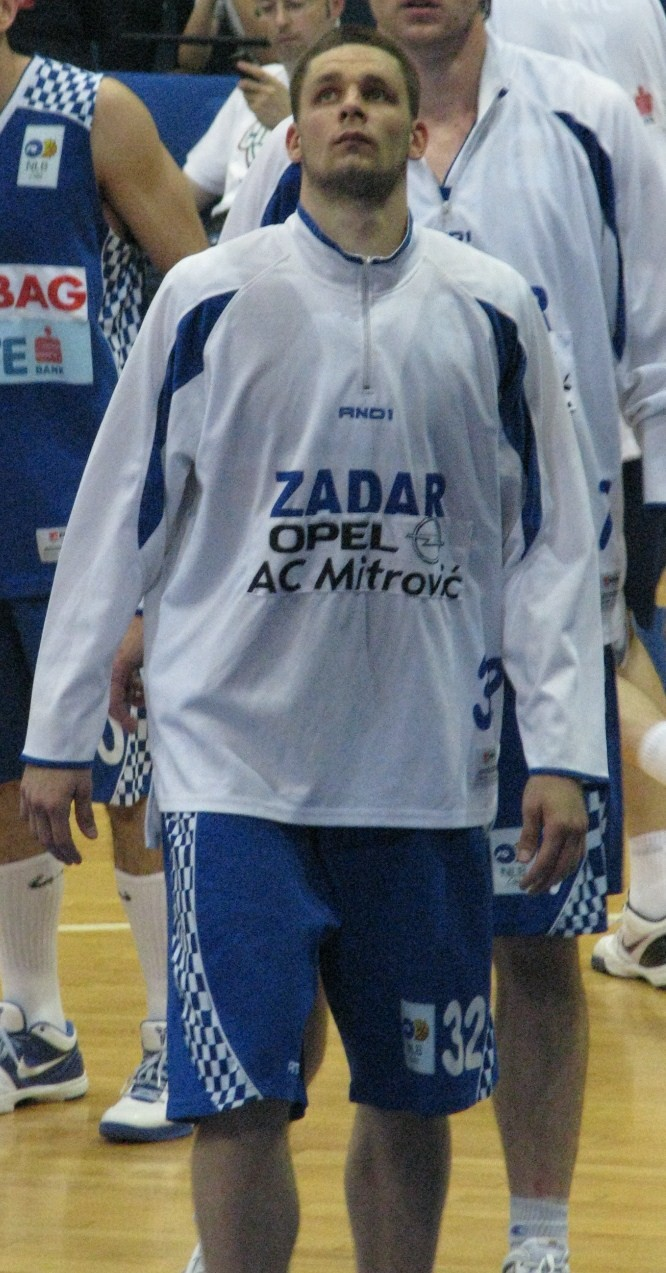
Marko Car im Jahr 2010

Marko Car (* 21. Oktober 1985 in Karlovac) ist ein kroatischer Basketballspieler.

## Leben
Car spielte bei KK Šanac Karlovac in der zweiten Liga Kroatiens und ab 2005 bei KK Split in der ersten Liga sowie in der Adriatischen Basketballliga. Er war kroatischer U20-Nationalspieler. Anfang des Jahres 2008 schloss er sich KK Osijek an und erzielte dort bis zum Ende der Saison 2007/08 im Durchschnitt 21,3 Punkte pro Begegnung. In der Saison 2008/09 spielte der 1,88 Meter große Aufbau- und Flügelspieler zunächst bei Etha Engomis auf Zypern, wechselte im Frühjahr 2009 aber nach Kroatien zurück und schloss sich KK Zadar an. Für den Verein spielte er auch im Europapokal, in der Saison 2010/11 erzielte er in der ersten kroatischen Liga im Mittel 21,7 Punkte pro Spiel und war damit bester Werfer Zadars sowie der gesamten Liga. Vom Fachportal eurobasket.com wurde Car daraufhin als bester Aufbauspieler der Saison 2010/11 in der kroatischen Liga ausgezeichnet.
2011 wechselte Car innerhalb der kroatischen Liga zu KK Cedevita Zagreb, auch hier sammelte er Europapokalerfahrung und kam in der Euroleague zum Einsatz. Im Vergleich zu seiner vorherigen Station Zadar war Car, der 2012 in Kroatiens A-Nationalmannschaft berufen wurde, bei Cedevita nicht die erste Angriffsoption, im Januar 2013 wechselte er zum Liga- und Stadtkonkurrenten KK Zagreb und in der Sommerpause 2013 dann zu KK Zadar zurück. Dort blieb es bis Januar 2014, als Car ein Angebot des griechischen Erstligavereins Kolossos Rhodos annahm und dort bis Saisonende 2013/14 spielte.
Im November 2014 wurde Car vom österreichischen Bundesligisten Fürstenfeld Panthers verpflichtet. In der Bundesliga sollte er in den Folgejahren stets zu den besten Korbschützen der Liga gehören. In den Spielzeiten 2014/15 (Punkteschnitt: 20,4 pro Spiel) sowie 2016/17 (Punkteschnitt: 20,5 pro Spiel) stand Car in der Liste der Bundesliga-Korbjäger jeweils an der Spitze. Im Januar 2018 unterschrieb Car einen Vertrag beim italienischen Zweitligisten Cuore Napoli Basket, der Wechsel wurde auf Wunsch Cars aber nicht vollzogen, Car blieb in Fürstenfeld. Ab September 2018 übernahm Car in Fürstenfeld zusätzlich zu seinen Aufgaben als Spieler das Amt des Sportlichen Leiters. Im Spieljahr 2018/19 war er mit einem Durchschnitt von 20,4 Punkten pro Begegnung zweitbester Bundesliga-Korbschütze.
In der Sommerpause 2019 wechselte Car innerhalb der Bundesliga zum UBSC Graz. Dort wurde er im folgenden Februar 2020 freigestellt.